# رود تاش‌کورگان
رود تاش‌کورگان (انگلیسی: Tashkurgan River) یک رودخانه در استان سین‌کیانگ کشور چین است.